# Giáo dục Việt Nam
Giáo dục Việt Nam dưới chính thể Cộng hòa xã hội chủ nghĩa Việt Nam (từ 1976 đến nay) là một sự tiếp nối của giáo dục thời Việt Nam Dân chủ Cộng hòa. Khi hai miền Nam và Bắc thống nhất năm 1976, khuôn mẫu giáo dục ở miền Bắc tiếp cận với hệ thống giáo dục đã được thiết lập ở miền Nam; cụ thể nhất là học trình 10 năm tiểu học và trung học ở miền Bắc phải phù hợp với học trình 12 năm ở trong Nam. Hai hệ thống này song hành; Miền Bắc tiếp tục hệ 10 năm và miền Nam giữ hệ 12 năm từ năm 1976 đến năm 1981 thì cho áp dụng hệ 12 năm cho toàn quốc. Sau khi thống nhất đất nước, chính quyền Việt Nam giải thể tất cả những cơ sở giáo dục tư thục từng hoạt động ở miền Nam Việt Nam vào thời Việt Nam Cộng hòa. Giáo dục tư thục chỉ được hoạt động lại vào thời kỳ Đổi Mới.

## Triết lí giáo dục

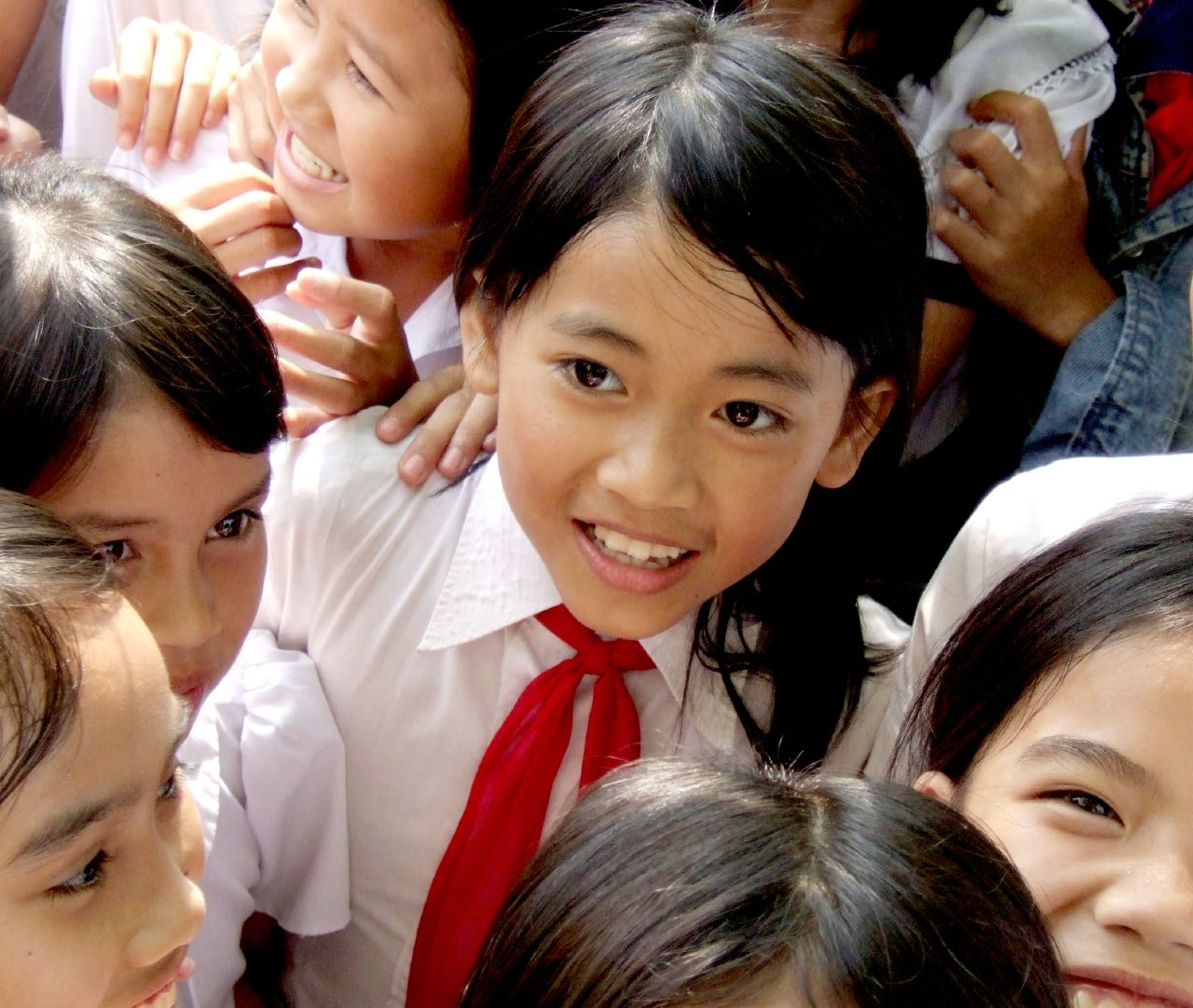
Học sinh tiểu học ở Đà Nẵng, Việt Nam.

Giáo dục Việt Nam dưới chính thể Cộng hòa xã hội Chủ nghĩa Việt Nam chưa có lời phát biểu rõ ràng và chính thức về triết lí giáo dục của mình. Có người cho rằng Việt Nam cần thiết phải có một triết lí giáo dục và đặt vấn đề là phải chăng giáo dục Việt Nam chưa có một triết lí phù hợp với nhu cầu đổi mới và hội nhập".
Tháng 9 năm 2007, Học viện Quản lí Giáo dục trực thuộc Bộ Giáo dục và Đào tạo Việt Nam tổ chức hội thảo khoa học "Triết lí giáo dục Việt Nam" nhằm tìm câu trả lời cho các câu hỏi: Triết lí giáo dục là gì? Việt Nam đã có triết lí giáo dục chưa? Tại sao triết lí giáo dục lại quan trọng?... Ở hội nghị này, nhiều đại biểu cho rằng nền giáo dục Việt Nam từ trong truyền thống và hiện đại đều có triết lí giáo dục, thể hiện qua những câu như: "Không thầy đố mày làm nên"; "Muốn sang thì bắc cầu kiều, muốn con hay chữ phải yêu mến thầy"; "Học thầy không tày học bạn"; "Tiên học lễ, hậu học văn"; "Học phải đi đôi với hành"; "Vì lợi ích mười năm trồng cây, vì lợi ích trăm năm trồng người"; "Một dân tộc dốt là một dân tộc yếu";... Tuy vậy, theo tường trình của Tạp chí Cộng sản, hội nghị này vẫn chưa đưa ra được một định nghĩa cụ thể về triết lí giáo dục của Việt Nam. Các bài tường trình của Tạp chí Cộng sản, và của tạp chí Thông tin Khoa học Xã hội, không nhắc đến triết lí nhân bản, dân tộc, và khai phóng từng tồn tại ở chính thể Việt Nam Cộng hoà từ năm 1955 đến 1975. Tuy nhiên, Bộ Giáo dục và Đào tạo Việt Nam khẳng định nền giáo dục Việt Nam còn nhiều bất cập, hạn chế không phải do thiếu triết lí giáo dục mà do ảnh hưởng của điều kiện kinh tế - xã hội; công tác quản lí chưa tốt; sự phối hợp giữa nhà trường - gia đình - xã hội trong việc giáo dục chưa được chú trọng đúng mức; điều kiện cơ sở vật chất, trang thiết bị phục vụ giảng dạy chưa đồng bộ; nguồn lực đầu tư cho hoạt động giáo dục còn hạn chế; một bộ phận đội ngũ cán bộ quản lý, giáo viên chưa đáp ứng được yêu cầu; chương trình giáo dục còn nặng lí thuyết...

## Mục tiêu giáo dục
Mục tiêu phấn đấu chung của cơ sở giáo dục đại học và cao đẳng của Việt Nam là thực hiện nghiêm túc Nghị quyết 142 của Bộ Chính trị Đảng Cộng sản Việt Nam. Nghị quyết này chỉ rõ những mục tiêu giáo dục như sau:
"... Xây dựng cho được một đội ngũ cán bộ khoa học, kỹ thuật và quản lý kinh tế đông đảo vững mạnh, ngày càng hoàn chỉnh về trình độ và ngành nghề, vừa có phẩm chất chính trị tốt, tuyệt đối trung thành với Đảng, với giai cấp công nhân, với dân tộc, liên hệ chặt chẽ với công nông, vừa có trình độ khoa học kỹ thuật và nghiệp vụ giỏi, nắm vững những quy luật của tự nhiên và quy luật xã hội, có năng lực tổ chức và động viên quần chúng, đủ sức giải quyết những vấn đề khoa học, kỹ thuật và quản lý kinh tế do thực tế nước ta đề ra và có khả năng tiến kịp trình độ khoa học, kỹ thuật tiên tiến trên thế giới."

## Những quy định trong hiến pháp
Điều 41 Hiến pháp Cộng hòa xã hội Chủ nghĩa Việt Nam 1980: "Sự nghiệp giáo dục do Nhà nước thống nhất quản lí. Nhà nước chăm lo phát triển cân đối hệ thống giáo dục: giáo dục mầm non, giáo dục phổ thông, giáo dục chuyên nghiệp, giáo dục đại học; phát triển các trường dạy nghề, trường vừa học vừa làm, hệ thống học tại chức; hoàn thành thanh toán nạn mù chữ, tăng cường công tác bổ túc văn hoá, không ngừng nâng cao trình độ văn hoá và nghề nghiệp của toàn dân. Đoàn thanh niên cộng sản Hồ Chí Minh, gia đình và xã hội cùng với nhà trường có trách nhiệm giáo dục thanh niên, thiếu niên và nhi đồng."
Điều 36 Hiến pháp Cộng hòa xã hội Chủ nghĩa Việt Nam 1992: "Nhà nước thống nhất quản lí hệ thống giáo dục quốc dân về mục tiêu, chương trình, nội dung, kế hoạch giáo dục, tiêu chuẩn giáo viên, quy chế thi cử và hệ thống văn bằng. Nhà nước phát triển cân đối hệ thống giáo dục: giáo dục mầm non, giáo dục phổ thông, giáo dục nghề nghiêp, giáo dục đại học và sau đại học, phổ cập giáo dục tiểu học, xoá nạn mù chữ; phát triển các hình thức trường quốc lập, dân lập và các hình thức giáo dục khác. Nhà nước ưu tiên đầu tư cho giáo dục, khuyến khích các nguồn đầu tư khác. Nhà nước thực hiện chính sách ưu tiên bảo đảm phát triển giáo dục ở miền núi, các vùng dân tộc thiểu số và các vùng đặc biệt khó khăn. Các đoàn thể nhân dân, trước hết là Đoàn thanh niên cộng sản Hồ Chí Minh, các tổ chức xã hội, các tổ chức kinh tế, gia đình cùng nhà trường có trách nhiệm giáo dục thanh niên, thiếu niên và nhi đồng".
Điều 61 Hiến pháp năm 2013:
"1. Phát triển giáo dục là quốc sách hàng đầu nhằm nâng cao dân trí, phát triển nguồn nhân lực, bồi dưỡng nhân tài.
2. Nhà nước ưu tiên đầu tư và thu hút các nguồn đầu tư khác cho giáo dục; chăm lo giáo dục mầm non; bảo đảm giáo dục tiểu học là bắt buộc, Nhà nước không thu học phí; từng bước phổ cập giáo dục trung học; phát triển giáo dục đại học, giáo dục nghề nghiệp; thực hiện chính sách học bổng, học phí hợp lý.
3. Nhà nước ưu tiên phát triển giáo dục ở miền núi, hải đảo, vùng đồng bào dân tộc thiểu số và vùng có điều kiện kinh tế - xã hội đặc biệt khó khăn; ưu tiên sử dụng, phát triển nhân tài; tạo điều kiện để người khuyết tật và người nghèo được học văn hóa và học nghề".

## Cơ cấu hệ thống giáo dục quốc dân
Quyết định số 1981/QĐ-TTg và Quyết định số 1982/QĐ-TTg vào tháng 10 năm 2016 của Thủ tướng Chính phủ đưa ra các quy định mới về khung cơ cấu hệ thống giáo dục quốc dân và khung trình độ quốc gia.

## Giáo dục mầm non
Giáo dục mầm non là cấp học đầu tiên của hệ thống giáo dục quốc dân. Giáo dục mầm non có nhà trẻ và mẫu giáo, tổ chức thực hiện việc nuôi dưỡng, chăm sóc, giáo dục trẻ em từ ba tuổi đến sáu tuổi theo chương trình giáo dục mầm non do Bộ trưởng Bộ Giáo dục và Đào tạo ban hành.
Phổ cập giáo dục mầm non cho trẻ em năm tuổi, phổ cập giáo dục tiểu học và phổ cập giáo dục trung học cơ sở. Nhà nước quyết định kế hoạch phổ cập giáo dục, bảo đảm các điều kiện để thực hiện phổ cập giáo dục trong cả nước.
Mục tiêu của giáo dục mầm non là giúp trẻ em phát triển về thể chất, tình cảm, trí tuệ, thẩm mỹ, hình thành những yếu tố đầu tiên của nhân cách, chuẩn bị cho trẻ em vào lớp một; hình thành và phát triển ở trẻ em những chức năng tâm sinh lý, năng lực và phẩm chất mang tính nền tảng, những kĩ năng sống cần thiết phù hợp với lứa tuổi, khơi dậy và phát triển tối đa những khả năng tiềm ẩn, đặt nền tảng cho việc học ở các cấp học tiếp theo và cho việc học tập suốt đời.

## Giáo dục phổ thông
Giáo dục phổ thông kéo dài 12 năm và được chia thành 3 cấp: cấp I (tiểu học), cấp II (trung học cơ sở), và cấp III (trung học phổ thông).

### Tiểu học (TH)
Cấp tiểu học bắt đầu năm 6 tuổi đến hết năm 10 tuổi. Cấp I là một cấp học phổ cập, gồm có 5 trình độ, từ lớp 1 đến lớp 5. Đây là cấp học bắt buộc đối với mọi công dân. Học sinh phải học các môn sau: Toán, Tiếng Việt, Tự nhiên và Xã hội (lớp 1, 2, và 3), Khoa học (lớp 4 và 5), Lịch sử (lớp 4 và 5), Địa lý (lớp 4 và 5), Âm nhạc, Mỹ thuật, Đạo đức, Thể dục, Tin học và Công nghệ (lớp 3, 4, 5 bắt đầu từ năm học 2022-2023), Ngoại ngữ (bắt buộc với lớp 3, 4, 5 và tự chọn với lớp 1, lớp 2 từ năm 2020), Hoạt động Trải nghiệm (kể từ năm 2020). Để kết thúc bậc tiểu học, học sinh được xét công nhận hoàn thành chương trình Tiểu học bằng các thành tích được tích luỹ trong 5 năm.

### Trung học (TrH)

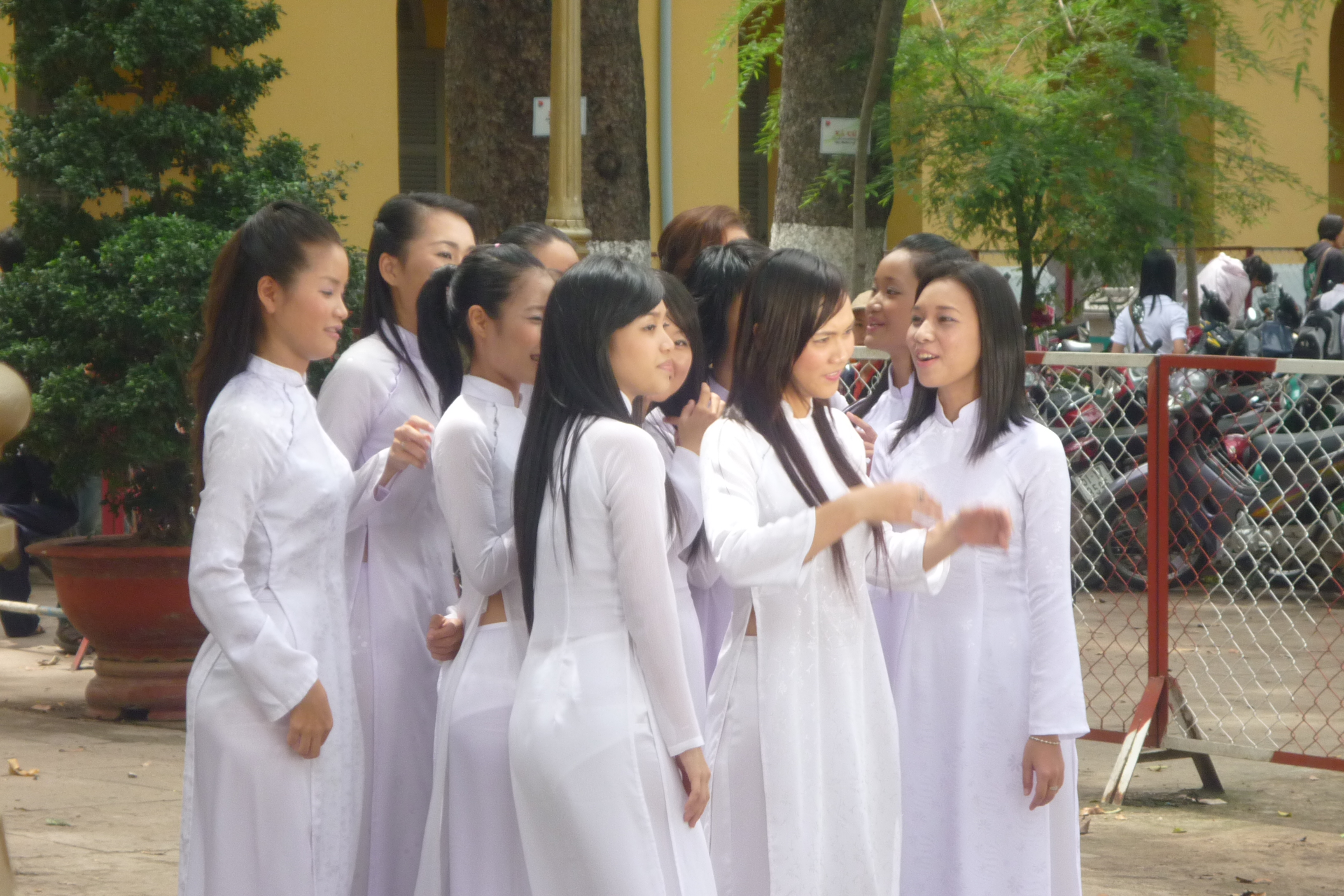
Nữ sinh Thành phố Hồ Chí Minh trong đồng phục áo dài trắng.

#### Trung học cơ sở (THCS)

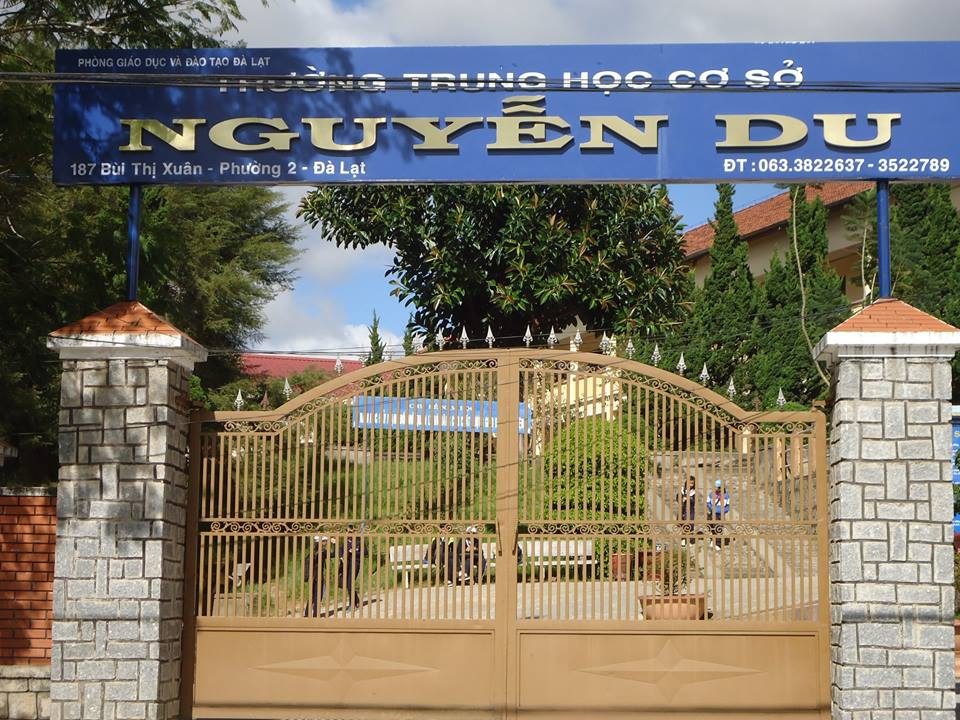
Trường THCS Nguyễn Du

Cấp THCS gồm có 4 trình độ, từ lớp 6 đến lớp 9, bắt đầu từ năm 11 đến năm 14 tuổi, bao gồm hệ Trung học cơ sở tại các trường Trung học cơ sở và hệ Trung học cơ sở tại các Trung tâm giáo dục thường xuyên. Đây cũng là một cấp học phổ cập, một cấp học bắt buộc để công dân có thể có một nghề nghiệp nhất định (tốt nghiệp cấp II có thể học nghề hay trung cấp chuyên nghiệp mà không cần học tiếp bậc Trung học phổ thông).
Học sinh đến trường phải học các môn sau: Toán, Khoa học tự nhiên (từ năm học 2021), Công nghệ, Ngữ văn, Lịch sử và Địa lý, Giáo dục công dân, Ngoại ngữ, Thể dục, Âm nhạc và Mỹ thuật, Tin học (tự chọn), Hoạt động Trải nghiệm (kể từ năm 2021).
Ngoài ra học sinh có thêm một số tiết bắt buộc như: giáo dục ngoài giờ lên lớp, giáo dục hướng nghiệp (lớp 9)...
Để hoàn thành bậc học này, học sinh phải đăng ký dự xét tốt nghiệp Trung học cơ sở.

#### Trung học phổ thông (THPT)

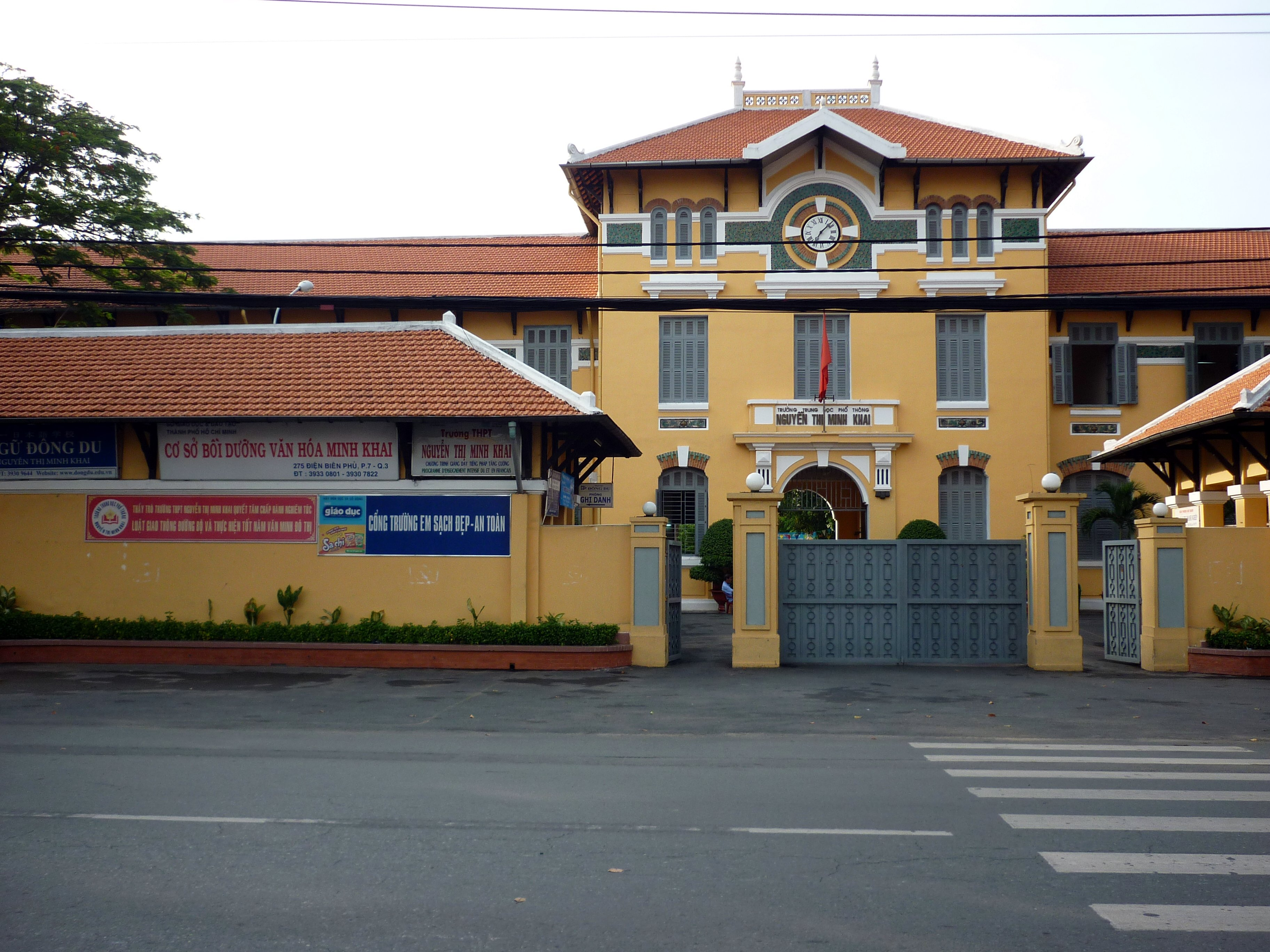
Trường THPT Nguyễn Thị Minh Khai là một trong những trường THPT hàng đầu tại Thành phố Hồ Chí Minh.

Trung học phổ thông gồm 3 trình độ, từ lớp 10 đến lớp 12, bắt đầu từ năm 15 tuổi đến hết năm 17 tuổi, bao gồm hệ Trung học phổ thông tại các trường Trung học phổ thông và hệ Trung học phổ thông tại các Trung tâm Giáo dục thường xuyên. Để tốt nghiệp cấp THPT, học sinh phải tham gia Kỳ thi tốt nghiệp trung học phổ thông do Bộ Giáo dục và Đào tạo Việt Nam tổ chức.
Học sinh muốn được theo học tại các trường trung học phổ thông công lập phải đăng ký tham dự một kỳ thi tuyển sinh hoặc xét tuyển sinh sau khi học hết cấp Trung học cơ sở. Kỳ thi này được tổ chức hàng năm, do Sở Giáo dục và Đào tạo của các địa phương chủ trì. Ở cấp học này, học sinh cũng phải học các môn tương tự như ở cấp THCS, nhưng có thêm môn Giáo dục Quốc phòng – An ninh và bỏ bớt hai môn năng khiếu là Âm nhạc và Mỹ thuật (nhưng mãi đến năm 2022 thì mới được thêm lại Âm nhạc và Mĩ thuật và thêm môn Hoạt động Trải nghiệm). Tuy nhiên, học sinh trung học phổ thông vẫn được tham gia một số hoạt động khác như hướng nghiệp, dạy nghề...

## Giáo dục chuyên biệt

### Trung học phổ thông chuyên, năng khiếu
Từ năm 1966, hệ thống trung học phổ thông chuyên được lập ra, bắt đầu với những lớp chuyên Toán tại các trường đại học lớn về khoa học cơ bản, sau đó các trường chuyên được thiết lập rộng rãi tại tất cả các tỉnh thành. Mục đích ban đầu của hệ thống trường chuyên, như những nhà quản lý giáo dục mong đợi, là nơi chú trọng phát triển năng khiếu của học sinh để bồi dưỡng thành nhân tài. Để được vào học tại các trường chuyên, học sinh tốt nghiệp cấp THCS phải thỏa mãn các điều kiện về học lực, hạnh kiểm ở cấp THCS và đặc biệt là phải vượt qua các kỳ thi tuyển chọn đầu vào của các trường này. Tuy nhiên đến nay mục tiêu của các trường chuyên chỉ dừng lại chủ yếu ở vấn đề thi đỗ đại học.
Hệ thống trường THPT chuyên ở Việt Nam bao gồm 2 hệ: các trường chuyên trực thuộc các trường đại học (trước đây là các trường chuyên cấp quốc gia) và các trường chuyên của tỉnh. Hai hệ thống có một số khác biệt:
- Phạm vi tuyển sinh:
  - Các trường chuyên thuộc các trường đại học: tuyển sinh trong cả nước.
  - Các trường chuyên của tỉnh/thành phố: chỉ tuyển sinh trong nội hạt tỉnh/ thành phố đó (trừ một số trường hợp cá biệt)
- Kỳ thi học sinh giỏi quốc gia:
  - Các trường chuyên trực thuộc các trường đại học: trực tiếp tham gia Kỳ thi Học sinh giỏi Quốc gia như một tỉnh/thành phố
  - Các trường chuyên tỉnh/thành phố: phải tham gia Kỳ thi HSG cấp tỉnh/thành phố, thường là với các trường chuyên khác và trường THPT hệ thông thường trong tỉnh/thành phố

Trong thời kỳ đầu của hệ thống trường chuyên, khi chỉ mới hình thành một vài lớp phổ thông chuyên tại các trường đại học, mục tiêu này đã được theo sát và đạt được thành tựu khi mà phần lớn các học sinh chuyên Toán khi đó tiếp tục theo đuổi các lĩnh vực Toán học, Vật lý, Tin học (máy tính)... Đây là giai đoạn mà hệ thống trường chuyên làm đúng nhất trách nhiệm của nó. Những học sinh chuyên trong thời kỳ này hiện đang nắm giữ các vị trí lãnh đạo chủ chốt tại chốt tại các trường đại học lớn, các viện nghiên cứu của Việt Nam cũng như là những cá nhân tiêu biểu nhất của nền khoa học nước nhà.
Tuy nhiên, cùng với sự mở rộng của hệ thống trường chuyên mục tiêu ban đầu của hệ thống này ngày càng phai nhạt. Thành tích của các trường chuyên trong Kỳ thi học sinh giỏi các cấp, Kỳ thi trung học phổ thông quốc gia vẫn thường rất cao. Tuy nhiên, nhiều người cho rằng nguyên nhân chính của những thành tích này không phải là chất lượng giáo dục mà là phương pháp luyện thi. Tỉ lệ học sinh các trường chuyên tiếp tục theo đuổi khoa học hay các lĩnh vực liên quan ngày càng thấp khiến cho giới khoa học Việt Nam không khỏi quan ngại.

### Trung tâm Giáo dục thường xuyên
Đây là nơi phổ cập giáo dục dành cho những người có nhu cầu học Chương trình GDTX cấp Trung học cơ sở, Trung học phổ thông, hệ Cao đẳng, hệ Đại học, những người có mong muốn học tiếp khi đã bỏ lỡ việc học, những người đã quá tuổi có cơ hội đi học lần thứ hai hoặc các đối tượng muốn học bổ sung để hoàn thiện kỹ năng, kiến thức về nghề nghiệp.

### Trường Phổ thông dân tộc nội trú
Đây là các trường nội trú đặc biệt, có thể là THCS hoặc có thể là THPT. Các trường này dành cho con em các dân tộc thiểu số, vùng sâu, vùng xa, vùng đặc biệt khó khăn về kinh tế – xã hội nhằm bồi dưỡng nguồn nhân lực, tạo nguồn cán bộ cho các địa phương này. Học sinh được ở tại trường và được cấp kinh phí ăn, ở.

### Trường giáo dưỡng
Đây là loại hình trường đặc biệt dành cho các thanh thiếu niên phạm tội. Trong trường, các học sinh này được học văn hóa, được dạy nghề, giáo dục đạo đức để có thể ra trường, về địa phương sau một vài năm. Các năm trước, các trường loại này do Bộ Công an Việt Nam quản lý, nhưng bây giờ do Bộ Lao động – Thương binh và Xã hội quản lý.

## Giáo dục tư thục
Theo PGS, TS Bùi Xuân Hải, Trường Đại học Luật Thành phố Hồ Chí Minh:
Hiện nay ở nước ta, các cơ sở giáo dục tư thục đang có vị trí, vai trò rất khiêm tốn trong hệ thống giáo dục quốc dân. Một trong số các nguyên nhân của thực trạng này là do những hạn chế, bất cập trong các quy định của pháp luật về trường tư thục.
Số lượng học sinh, sinh viên các trường tư thục chiếm tỷ lệ khá nhỏ so với các trường công lập. Năm 2018, tỷ trọng sinh viên các trường đại học tư thục ở Việt Nam chỉ chiếm 16% so với 84% của các CSGD đại học công lập (không tính sinh viên các trường quân đội và công an), một tỷ trọng khá thấp so với mức trung bình của Đông Nam Á là 41,8%, châu Á là 42,1% và thế giới là 32,9%. Ở một số nước như Indonesia hay Hàn Quốc, CSGD tư thục đang chiếm tỷ trọng cao hơn công lập trong đào tạo trình độ đại học và cao đẳng.
Điều 47 Luật Giáo dục và Điều 7 Luật GDĐH quy định CSGD tư thục có thể được thành lập bởi nhà đầu tư trong nước hoặc nhà đầu tư nước ngoài. Chữ “hoặc” trong hai điều luật này dẫn đến hệ quả là các nhà đầu tư trong nước và nhà đầu tư nước ngoài không thể cùng nhau đầu tư thành lập CSGD tư thục.

#### Trường quốc tế
Theo một số ngành chức năng, “theo quy định hiện hành, không có tên gọi là trường quốc tế”. Tại TP. Hồ Chí Minh, chưa có con số thống kê cụ thể về các trường tự phong “quốc tế”, cũng chưa có khảo sát chất lượng các trường này, nhưng nhiều người từng làm giáo dục khẳng định là có tình trạng danh xưng “trường quốc tế” được áp dụng tràn lan.

## Giáo dục đại học
Hệ thống giáo dục đại học của Việt Nam bị phân tán cho nhiều bộ ngành quản lý. Mỗi bộ trong chính phủ đều có một số học viện, trường đại học, cao đẳng, trung học chuyên nghiệp và trường nghề. Bộ giáo dục không trực tiếp quản lý toàn bộ hệ thống đại học mà chỉ đưa ra những quy định hướng dẫn hoạt động của các trường đại học. Vấn đề nhân sự và tài chính của các cơ sở giáo dục thuộc các bộ sẽ do bộ chủ quản quyết định. Còn tại các trường tư, vấn đề nhân sự và tài chính sẽ do những cổ đông sở hữu trường quyết định. Chất lượng giáo dục đại học Việt Nam tụt hậu so với các nước trong khu vực.

### Dự bị đại học
Cần tốt nghiệp cấp trung học phổ thông hay tương đương để có thể trở thành dự bị đại học.
Các học sinh dân tộc ít người nếu không trúng tuyển vào đại học có thể theo học tại các trường dự bị đại học. Sau một năm học tập, các học sinh này có thể chọn một trong các trường đại học trong cả nước để theo học (trừ Trường Đại học Ngoại thương và các trường thuộc ngành quân sự).

### Trung cấp, dạy nghề
Cần tốt nghiệp cấp trung học cơ sở, trung học phổ thông hay tương đương để có thể học nghề, trung cấp.

### Cao đẳng

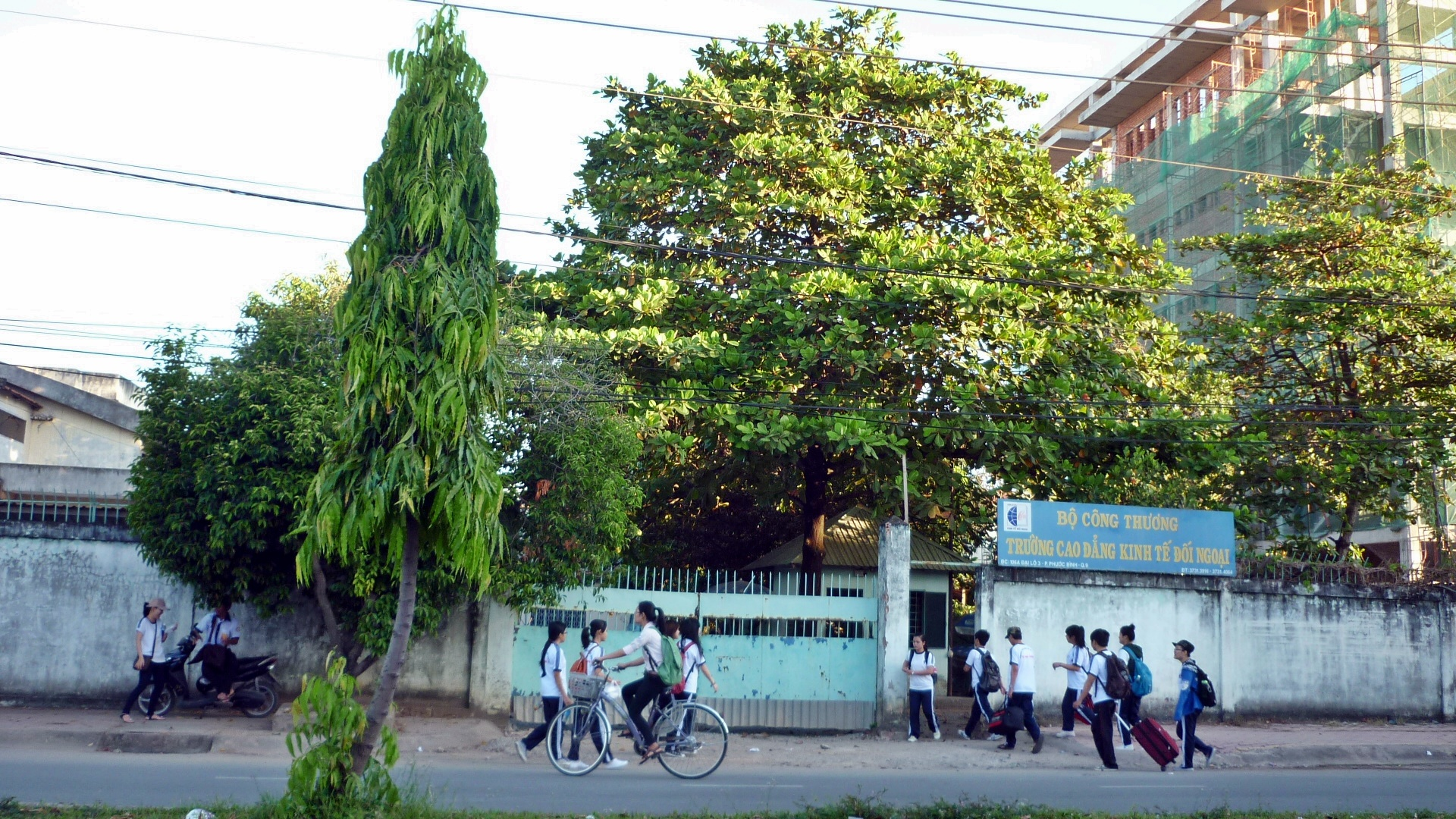
Sinh viên trường Cao đẳng Kinh tế Đối ngoại Thành phố Hồ Chí Minh trước giờ học Giáo dục Quốc phòng ở quận 9.

Cần tốt nghiệp cấp trung học phổ thông, trung cấp chuyên nghiệp, học nghề hoặc tương đương để có thể học hay liên thông lên cấp cao đẳng.
Sinh viên phải tham gia kỳ thi tuyển sinh trực tiếp vào cao đẳng hoặc điểm thi vào đại học thấp hơn điểm quy định nhưng lại đủ để vào cao đẳng thì đăng ký vào học cao đẳng. Chương trình cao đẳng thông thường kéo dài 3 năm. Tuy nhiên, một số trường cao đẳng có thể kéo dài đến 3,5 năm hoặc 4 năm để phù hợp với chương trình học.
Ngoài ra, còn có Cao đẳng hệ 9+, là chương trình đào tạo kết hợp giữa học văn hóa THPT và học nghề, dành cho học sinh đã tốt nghiệp THCS. Thời gian học kéo dài từ 3 đến 4 năm, trong đó học sinh vừa hoàn thành các môn văn hoá chính như Toán, Ngữ văn, Lịch sử, vừa được đào tạo chuyên sâu về nghề nghiệp. Sau khi tốt nghiệp, học sinh nhận bằng Cao đẳng chính quy và giấy chứng nhận hoàn thành chương trình văn hóa THPT, giúp rút ngắn thời gian học tập và sớm tham gia thị trường lao động.

### Đại học
Cần tốt nghiệp Trung học phổ thông, Trung cấp chuyên nghiệp, học nghề, cao đẳng hay tương đương để có thể học hay liên thông lên Đại học Theo kết quả giám sát của Ủy ban Thường vụ Quốc hội về thực hiện chính sách pháp luật về thành lập trường, đầu tư và bảo đảm chất lượng đào tạo đối với giáo dục đại học, tính đến nay, cả nước đã có 409 trường đại học, cao đẳng, trong đó có 307 trường được thành lập mới hoặc nâng cấp trong 10 năm qua. Với số trường mới này, 35 tỉnh, thành đã có thêm trường đại học, cao đẳng mới; số tỉnh, thành có trường đại học là 40, có trường cao đẳng là 60, có ít nhất một trường đại học hoặc cao đẳng là 62. Trong số 307 trường đại học, cao đẳng mới, có 245 trường được nâng cấp từ bậc học thấp hơn; 8 trường được nâng cấp từ khoa trực thuộc đại học quốc gia, đại học vùng, chỉ có 32 trường xây dựng hoàn toàn mới. Kết quả giám sát cho thấy, các trường đại học được thành lập trên cơ sở nâng cấp một khoa trực thuộc đại học quốc gia, đại học vùng hoặc chia tách từ một trường đại học, có ưu thế hơn trong việc chuẩn bị các điều kiện bảo đảm chất lượng, đặc biệt về đội ngũ giáo viên, năng lực tổ chức, quản lý thực hiện nhiệm vụ đào tạo. Còn các đơn vị được nâng cấp từ bậc học thấp hơn, cao đẳng lên đại học và trung cấp lên cao đẳng lại gặp khó khăn rất lớn trong việc nâng cấp cơ sở vật chất, đội ngũ để đáp ứng yêu cầu đào tạo ở bậc học cao hơn. Học sinh tốt nghiệp cấp III muốn vào các trường đại học phải tham gia kỳ thi tuyển sinh đại học. Chương trình bậc đại học của Việt Nam kéo dài từ 4 đến 6 năm; 2 năm đầu là chương trình đại học đại cương, 2 (hay 4) năm sau là chương trình chuyên ngành. Dù là ngành gì, sinh viên phải học một số tiết về quốc phòng an ninh. Sau khi tốt nghiệp, sinh viên được cấp bằng đại học với các tên gọi như: cử nhân, kỹ sư, kiến trúc sư, bác sĩ, nhạc sĩ,...
Tổng số sinh viên bậc đại học hiện nay khoảng 1.700.000 người, số lượng tuyển sinh hằng năm trong những năm gần đây khoảng 500.000 người/kỳ thi. Tuy nhiên đánh giá chung chất lượng đào tạo giáo dục bậc đại học ở Việt Nam còn thấp, chưa tạo được sự đồng hướng giữa người học, người dạy, nhà đầu tư cho giáo dục, người sử dụng lao động và xã hội. Quản lý nhà nước về giáo dục đại học còn nhiều trì trệ là nguyên nhân cơ bản của việc chất lượng giáo dục đại học Việt Nam ngày càng tụt hậu trước đòi hỏi của phát triển đất nước. Thiếu triết lý đúng đắn khiến giáo dục đại học vẫn đang loay hoay tìm hướng đi. Mọi chỉ số của nền giáo dục đại học Việt Nam đều kém khá xa so với Thái Lan chứ chưa nói đến Anh, Mỹ, Nhật, Australia, Singapore.
Từ năm 2000-2007, nhiều học sinh Việt Nam đã đi du học ở các nước phát triển như: Mỹ, Anh, Úc, Pháp, Đức, Nhật... Riêng năm 2007 đã có 39.700 học sinh đi du học.

### Tuyển sinh
Tất cả công dân tốt nghiệp trung học (trung học phổ thông hoặc trung học chuyên nghiệp) đều được tham dự kỳ thi tuyển sinh đại học, cao đẳng hằng năm, không phân biệt lứa tuổi, thành phần, tôn giáo, dân tộc và quốc tịch. Điểm thi sẽ được công bố công khai, rộng rãi trên các trang mạng của các trường đại học. Các thí sinh nếu thấy điểm của mình có sai sót so với dự tính được quyền phúc tra xem xét lại bài. Các thí sinh nếu đạt từ điểm chuẩn của trường đi ra trở lên được mời làm các thủ tục nhập học.
Tuy nhiên, để đảm bảo công bằng, có ưu tiên bằng cách cộng vào tổng điểm thi một số điểm nhất định đối với các đối tượng sau: con Anh hùng lao động, Anh hùng Lực lượng Vũ trang nhân dân; của Bà mẹ Việt Nam Anh hùng; con thương binh; học sinh là người dân tộc thiểu số; học sinh tốt nghiệp trung học tại các cùng sâu, vùng xa, biên giới, hải đảo, nơi khó khăn về kinh tế - xã hội; học sinh nông thôn. Dưới đây là các đối tượng được tuyển thẳng:
- Anh hùng Lực lượng vũ trang nhân dân, Anh hùng Lao động đã tốt nghiệp trung học
- Học sinh là thành viên đội tuyển quốc gia Việt Nam tham dự các kỳ thi Olympic quốc tế hàng năm
- Học sinh đạt giải Nhất trong các cuộc thi học sinh giỏi các môn hằng năm.

Chỉ riêng đối với các trường công an, quân đội thì muốn được dự thi phải đạt các tiêu chuẩn về lý lịch chính trị, sức khoẻ, mức độ nhạy cảm, phản xạ, năng lực và phẩm chất đạo đức. Ngoài ra, Học viện Báo chí và Tuyên truyền cũng yêu cầu thí sinh muốn dự thi phải là đoàn viên Đoàn Thanh niên Cộng sản Hồ Chí Minh. Điểm chuẩn vào các trường công an và quân đội khá cao. Tuy tuyển chọn khắt khe nhưng vẫn xảy ra gian lận thi cử để vào các trường này.

## Giáo dục sau đại học

### Cao học
Các cá nhân sau khi tốt nghiệp đại học, có nhu cầu học cao học, vượt qua được kỳ thi tuyển sinh cao học hằng năm sẽ được tham dự các khoá đào tạo cao học. Thời gian đào tạo thường là 3 năm, có thể dài hơn hoặc ngắn hơn phụ thuộc vào quy định của chuyên ngành và của cơ sở đào tạo. Các cá nhân đi học cao học có thể theo hai diện: tự đi học thì phải trang trải toàn bộ chi phí học tập; cơ quan cử đi học thì sẽ được cơ quan chi trả chi phí học tập, tuy nhiên, các đối tượng này khi đi học phải có sự đồng ý của cơ quan cử đi học. Sau khi tốt nghiệp, các học viên cao học được cấp bằng thạc sĩ.

### Nghiên cứu sinh
Đây là bậc đào tạo cao nhất ở Việt Nam hiện nay. Tất cả các cá nhân tốt nghiệp từ đại học trở lên đều có quyền làm nghiên cứu sinh với điều kiện phải vượt qua kỳ thi tuyển nghiên cứu sinh hàng năm. Hiện nay, Bộ Giáo dục và Đào tạo có sự định thay đổi trong cách tuyển chọn nhằm nâng cao chất lượng nghiên cứu sinh. Thời gian làm nghiên cứu sinh thường là 4 năm với người có bằng cử nhân hay kỹ sư và 3 năm với người có bằng thạc sĩ. Tuy nhiên, thời gian làm nghiên cứu sinh còn phụ thuộc vào ngành học và loại hình học (học tập trung hay không tập trung). Sau khi hoàn thành thời gian và bảo vệ thành công luận án, các nghiên cứu sinh sẽ được cấp bằng tiến sĩ.

## Các vấn đề hiện nay

#### Giáo dục phổ thông
Chương trình giáo dục phổ thông tại Việt Nam đặt nặng việc hấp thụ nhiều kiến thức tổng quát, ít chú trọng đến nâng cao đạo đức, phong cách con người, khả năng giao tiếp và sáng tạo. Nền giáo dục phổ thông không kế thừa được sự chú trọng đức dục của nền giáo dục Nho giáo Việt Nam nhưng lại thừa hưởng sự giáo điều, tầm chương trích cú của nền giáo dục này. Phần lớn thời gian dạy học dành cho trí dục mà trí dục cũng mới chỉ được hiểu là sự truyền đạt kiến thức từ giáo viên đến học sinh chứ chưa chú trọng đến sự phát triển tư duy của học sinh. Học sinh phổ thông dành quá nhiều thời gian cho việc học kiến thức lý thuyết, ít có thì giờ vui chơi, thư giãn (sức khỏe tinh thần), tập luyện thể thao (sức khỏe thể chất), và phát triển những khả năng quan trọng khác như sự chủ động, tự tin, khả năng suy nghĩ độc lập, tìm hiểu, khám phá. Do những yếu tố khách quan lẫn chủ quan nên việc cải tiến chương trình giáo dục theo hướng này mới chỉ được triển khai rất hạn chế tại một số trường ở các thành phố lớn (chủ yếu có điều kiện khá hơn về nhân lực và cơ sở vật chất). Việc thiếu thời gian tập luyện thể thao khiến sức khỏe và tầm vóc của thanh thiếu niên Việt Nam bị ảnh hưởng rất nhiều. Nghiên cứu cho thấy thể lực và chiều cao của thanh thiếu niên Việt Nam dù đã được cải thiện đáng kể trong những năm gần đây nhưng vẫn còn thấp so với mức trung bình của các nước phát triển. Học nhiều kiến thức và làm nhiều bài tập hơn khiến tâm lý các em chán nản, mệt mỏi, có thể dẫn đến những suy nghĩ và hành động tiêu cực trong cuộc sống.
Trong hoạt động dạy học giáo viên là người chủ động còn học sinh là người bị động. Những người thiết kế chương trình giáo dục có tham vọng đào tạo học sinh phổ thông Việt Nam có trình độ cao nhưng không tính đến khả năng tiếp thu và ghi nhớ kiến thức của học sinh cũng như khả năng truyền đạt của giáo viên trong một thời lượng giảng dạy giới hạn. Chính vì nhà giáo không có quyền chủ động trong giảng dạy dẫn đến không thể điều chỉnh nội dung và cách dạy học cho phù hợp với trình độ tiếp thu của học sinh, hoàn cảnh địa phương, điều kiện cơ sở vật chất...
Phương pháp giảng dạy chính trong hệ thống nhiều trường công lập chủ yếu là truyền thụ một chiều từ giáo viên, điều này được coi là mang tính độc đoán. Học sinh thường mang tâm lý chấp nhận tuyệt đối và lĩnh hội trực tiếp, thụ động những kiến thức từ thầy cô và từ sách giáo khoa. Học sinh cũng không có nhiều cơ hội được tự tìm hiểu, suy nghĩ độc lập, thảo luận, phát biểu ý kiến, khám phá những gì hợp với ý tưởng của mình. Phương pháp giảng dạy này là một biểu hiện của nền giáo dục trung cổ khiến học sinh luôn thiếu tư duy và sáng tạo phù hợp trong việc tiếp cận chủ đề và hiểu sâu vấn đề của bài học. Môi trường học thiếu nhiều hoạt động nhóm do học sinh tự chủ và vì vậy không phát huy được khả năng giao tiếp và lãnh đạo.
Lương giáo viên thấp, thậm chí không đủ sống khiến giáo viên phải làm thêm nghề khác để kiếm sống và không toàn tâm toàn ý với nghề. Lương thấp khiến ngành giáo dục không thu hút được người giỏi và dễ nảy sinh tiêu cực. Hoàng Tụy nhận xét về điều này "... hiếm có nơi nào trên thế giới và cũng hiếm có thời nào trên đất nước ta người thầy mặc dù bị đối xử bất công vẫn tận tuỵ gắn bó với nghề như trong mấy chục năm nay. Khi nói điều này không phải tôi không biết những gương xấu trong ngành, những con sâu làm rầu nồi canh. Nhưng tôi nghĩ số đó vẫn là số ít, số ít đáng ngạc nhiên nếu đặt trong hoàn cảnh xã hội và điều kiện làm việc cực kỳ khó khăn của tất cả thầy giáo của ta. Tôi tin rằng với những hoàn cảnh như thế ở các nước khác tình hình giáo dục phải bi đát hơn nhiều. Với chính sách đối với thầy giáo như của ta mà giáo dục còn được như thế này đó thật sự là kỳ công... kinh nghiệm hơn ba mươi năm qua đã cho thấy hầu hết mọi căn bệnh tàn phá giáo dục đều có nguồn gốc ít nhiều ở cái chính sách bỏ mặc rồi khuyến khích thầy giáo tự bươn chải để kiếm sống mà làm nghề, trong một môi trường đòi hỏi họ phải toàn tâm toàn ý mới làm tốt được nhiệm vụ".
Chương trình dạy và học thiếu sự linh động vì tất cả học sinh đều học cùng một chương trình trong cùng một thời gian, chưa quan tâm đến những khác biệt về sự phát triển tâm sinh lý của mỗi cá nhân và ở từng lứa tuổi, về hoàn cảnh gia đình, khác biệt về địa phương. Cách dạy và học mang tính nhồi nhét khiến học sinh rất chóng quên kiến thức. Học sinh không được khuyến khích tự học, tự vận dụng đầu óc của mình để nhận thức thế giới trong khi đó Immanuel Kant định nghĩa khai sáng là khả năng "vận dụng trí tuệ của mình một cách độc lập mà không cần sự chỉ đạo của người khác".
Các học sinh trung học cơ sở và trung học phổ thông thường tham gia các lớp học thêm, với tổng thời gian có thể kéo dài tới 9 tiếng đồng hồ trong một ngày. Phụ huynh cũng sẵn sàng đăng ký cho con em mình vào các buổi dạy kèm rộng rãi (khác với các trường luyện ôn thi), vì các buổi dạy kèm này liên quan tới các bài kiểm tra hoặc kỳ thi sắp tới. Mức lương trung bình hàng tháng của giáo viên công lập, vào năm 2020, ước tính khoảng từ 150 USD đến 500 USD, vì vậy làm việc ngoài giờ trong các cơ sở giáo dục tư nhân hoặc giảng dạy trong các lớp dạy thêm này sẽ bổ sung nhiều hơn cho nguồn thu nhập của giáo viên. Những học sinh không tham gia các lớp học thêm này sẽ gặp rất nhiều khó khăn, vì tài liệu và kiến thức có trong các bài kiểm tra và các kỳ thi thường chỉ được cung cấp và dạy trong các buổi dạy thêm này.
Khả năng vận dụng ngoại ngữ của học sinh sau khi tốt nghiệp Trung học phổ thông là khá kém, với phương pháp dạy học thụ động chỉ tập trung vào ngữ pháp, các kỹ năng quan trọng nhất khi làm việc hoặc giao tiếp với người nước ngoài là kỹ năng nghe và nói thì hầu như không có. Có ý kiến cho rằng: "Đề án ngoại ngữ quốc gia bao năm nay vẫn chỉ tập trung đào tạo tiếng Anh "chết". Không có kỹ năng thực hành, chỉ thi viết về từ vựng, ngữ pháp và đọc hiểu, những thứ đơn thuần là giải bài tập". Trong kỳ thi tốt nghiệp trung học phổ thông năm 2020, điểm trung bình môn tiếng Anh cả nước là 4,58, mức điểm nhiều thí sinh đạt nhất là 3,4, số thí sinh dưới trung bình chiếm 68,74%, chỉ 6/63 tỉnh thành đạt điểm trung bình ngoại ngữ trên 5.
Mỗi năm, Việt Nam có trên một triệu học sinh trung học phổ thông dự thi tuyển vào các trường đại học, cao đẳng và khoảng 15% người đã trở thành sinh viên. Những học sinh không vào được đại học khi bắt đầu cho cuộc sống mới thường rất kém về chuyên môn nghề nghiệp, tác phong làm việc, khả năng giao tiếp và văn hóa ứng xử. Việt Nam sẽ còn phải mất rất nhiều năm nữa để khắc phục những hạn chế đang tồn tại trong cấp bậc giáo dục phổ thông này.

#### Giáo dục đại học

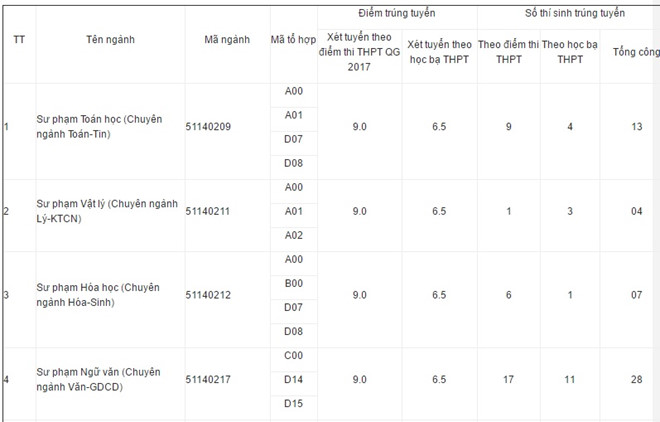
Thông tin về điểm tuyển sinh, 3 điểm/môn đỗ trường sư phạm.'

Theo một nghị quyết hội nghị trung ương Đảng Cộng sản Việt Nam năm 2013, chất lượng và hiệu quả giáo dục nhất là giáo dục đại học và giáo dục nghề nghiệp còn thấp so với yêu cầu. Toàn bộ hệ thống giáo dục đại học đang phải đối mặt với rất nhiều vấn đề, như chương trình giảng dạy lỗi thời, giảng viên làm trung tâm trong phương pháp dạy và học, thiếu tính liên kết giữa giảng dạy và các hoạt động nghiên cứu, và sự khác biệt lớn giữa đào tạo lý thuyết và thực hành. Điều này dẫn tới hệ quả là rất nhiều sinh viên dù đã tốt nghiệp nhưng không có khả năng tìm được việc làm đúng chuyên môn ngành nghề vì thiếu những kỹ năng nghề nghiệp.
Sinh viên Việt Nam thiếu kiến thức mặc dù đã được dạy rất nhiều, vì thực tế mục đích chính của việc học tập chỉ nhằm vượt qua các kỳ thi. Sinh viên xem trọng bằng cấp hơn là kiến thức, tuy nhiên bằng cấp và chứng chỉ của các trường đại học tại Việt Nam lại không được công nhận trên toàn thế giới. Hoài Thanh từng nhận xét "Người mình vẫn được tiếng là hiếu học, nhưng đúng ra chỉ là hiếu lợi và hiếu danh. Khi sự học không đưa đến cho mình lợi và danh thì ít ai còn thèm màng đến nó nữa... Cho đến ngày nay, trong một trăm người bước chân ra khỏi nhà trường, không có lấy năm ba người để tâm vào việc học. Giữa một vũ trụ đầy những sự huyền bí, người mình như khách qua đường bưng mắt mà đi vì sợ mệt mắt. Tinh thần của mình bạc nhược như vậy không trách gì mình thua kém". Có thể nói đến nay người Việt vẫn chưa có một tinh thần thực học, học vì tri thức chứ không phải vì danh lợi. Điều này ảnh hưởng rất lớn đến sự phát triển của nền học thuật Việt Nam trong đó có giáo dục đại học. Hơn nữa người Việt cũng không có truyền thống học thuật mạnh lại vừa chuyển từ Hán học sang Tây học trong khoảng một thế kỷ còn nền quốc học sử dụng chữ quốc ngữ mới chỉ chiếm địa vị chính thống từ năm 1945 đến nay lại phát triển trong điều kiện chiến tranh và ít giao lưu với thế giới trong thời gian dài nên nền giáo dục đại học hiện đại kém hơn các nước khác cũng là điều đương nhiên. Hoài Thanh nhận xét về truyền thống học thuật và quá trình chuyển đổi từ Hán học sang Tây học của Việt Nam "Ta không có một nền quốc học nếu quốc học là học thuật riêng của nước. Trải qua mấy ngàn năm lịch sử ta cơ hồ không có sáng tác gì về học thuật. Ấy cũng vì ta kém óc trừu tượng khái quát, điều kiện căn bản để phát minh về tư tưởng. Người phương Tây rất ngạc nhiên thấy ta hôm qua chỉ biết có Tứ thư, Ngũ kinh mà hôm nay bỗng tin theo những thuyết rất mới mẻ rất cấp tiến của khoa học hiện kim. Họ không biết rằng học thuật tư tưởng không phải là những căn bản tinh thần của dân tộc ta. Tư tưởng nào có lợi cho đời sống dân tộc thì ta theo, nhưng một khi tình thế đổi thay, tư tưởng ấy trở nên có hại cho đời sống chung ta sẽ trút bỏ dễ dàng không hối tiếc". Việt Nam sẽ còn mất nhiều năm nữa để có một nền học thuật ngang tầm các nước trong khu vực chứ chưa nói đến các nước phát triển trên thế giới.
Việt Nam chưa có tự do học thuật nên chưa có một nền đại học thực thụ. Các trường đại học của Việt Nam lạc hậu ngay cả so với các trường đại học trong khu vực Đông Nam Á vì người ta không thể nào đạt đến chân lý trong môi trường học thuật bị chính trị hóa hay hành chính hóa cao độ, khi ngân sách nghiên cứu bị phân bổ thiên lệch, không dựa vào chuẩn mực khoa học, hay khi giảng viên và nhà nghiên cứu có thể dễ dàng bị cách chức hay hủy văn bằng chỉ vì phát biểu quan điểm không chính thống. Xã hội Việt Nam cũng ít coi trọng tự do học thuật. Hiện nay mục đích chủ yếu của việc học đại học là có tấm bằng để tìm kiếm việc làm. Giảng viên đại học thì chỉ quan tâm làm sao giữ được chỗ làm và thăng quan tiến chức nên cũng chẳng cần đến tự do học thuật. Với các đại học tư thục thì tối đa hóa lợi nhuận, chứ không phải tự do học thuật, trở thành mục tiêu hàng đầu. Chương trình đào tạo đại học hiện nay còn nhiều gò bó. Các yêu cầu bắt buộc về đào tạo chính trị, việc áp đặt chương trình khung cùng với thủ tục xin phép mở ngành mới phiền phức khiến cho các trường đại học trên thực tế không có nhiều tự do trong việc quyết định chương trình và nội dung đào tạo. Nguồn tài chính eo hẹp cũng góp phần hạn chế nhu cầu tự do học thuật. Các trường đại học quan tâm đến thu hút học sinh để cải thiện thu nhập hơn là nghiên cứu do vậy xem nhẹ nhu cầu tự do học thuật; mặt khác sinh ra động cơ tuân thủ thay vì đổi mới. Hơn nữa, với nguồn tài chính hạn chế, các trường đại học Việt Nam khó tuyển được những giảng viên và nhà quản lý đại học xuất sắc nhất. Việc thiếu vắng tài năng vừa kìm hãm sinh khí của các trường đại học vừa hạn chế nhu cầu và khả năng theo đuổi tự do học thuật của các trường đại học Việt Nam. Cuối cùng, đáng tiếc là ở Việt Nam chưa có một cộng đồng học thuật hay giới hàn lâm thực thụ. Hệ quả là sự thiếu vắng hệ thống chuẩn mực và tiếng nói chung để tạo động lực và nhu cầu cho tự do học thuật cũng như đảm bảo tự do học thuật được sử dụng vì lợi ích chung của toàn xã hội nhờ khả năng tự nhận thức và tự sửa sai của cộng đồng học thuật. Tự do học thuật trong các trường đại học Việt Nam còn nhiều hạn chế trên hầu hết các phương diện quan trọng, từ nghiên cứu và thảo luận khoa học đến công bố kết quả và phát biểu quan điểm. Những hạn chế này chủ yếu xuất phát từ tình trạng chính trị hóa và can thiệp quá mức của Nhà nước vào đại học, từ đó dẫn tới sự thiếu tự chủ của các cơ sở đào tạo đại học và mất dần ý thức tự do học thuật của giới hàn lâm cũng như của toàn xã hội.
Hậu quả của những nhược điểm trên là mỗi năm Việt Nam có khoảng 150.000 sinh viên tốt nghiệp nhưng ước tính chỉ có 5-10% sinh viên giỏi nhất với trình độ tiếng Anh và khả năng giao tiếp cao tìm được việc làm với thu nhập tạm ổn định (khoảng 300 - 600 USD/tháng) từ các công ty nước ngoài, 90 - 95% số còn lại không có việc làm, hay có việc với thu nhập rất thấp (khoảng 150 USD/tháng). Theo khảo sát về việc làm của sinh viên đã tốt nghiệp trong năm học 2009–2010 do Trung tâm Nghiên cứu chính sách – Đại học Khoa học Xã hội và Nhân văn, Đại học Quốc gia Hà Nội, trong số 3000 người được hỏi, 26,2% cho biết họ vẫn thất nghiệp với đa số không thể tìm được việc làm. Trong số những người có việc làm, 61% cho biết họ thiếu kỹ năng làm việc, 42% thiếu kinh nghiệm và 32% thiếu kiến thức chuyên môn. Việc đào tạo ngành giáo dục sư phạm hiện nay diễn ra tràn lan, sinh viên với 9 điểm tương ứng với ba môn thi khoanh trắc nghiệm tùy ý và thêm điểm cộng vùng là có thể đỗ vào các trường cao đẳng sư phạm do đó sinh viên sư phạm có tỷ lệ thất nghiệp cao nhất.
Hiện nay, nhà nước Việt Nam đang tích cực cải cách hệ thống giáo dục đại học bằng việc trao thêm quyền cho các trường đại học. Điều 32 Luật Giáo dục Đại học số 08/2012/QH13 được Quốc hội thông qua ngày 18/6/2012 quy định "Cơ sở giáo dục đại học tự chủ trong các hoạt động chủ yếu thuộc các lĩnh vực tổ chức và nhân sự, tài chính và tài sản, đào tạo, khoa học và công nghệ, hợp tác quốc tế, bảo đảm chất lượng giáo dục đại học. Cơ sở giáo dục đại học thực hiện quyền tự chủ ở mức độ cao hơn phù hợp với năng lực, kết quả xếp hạng và kết quả kiểm định chất lượng giáo dục.". Điều 36 luật này cũng quy định "Hiệu trưởng cơ sở giáo dục đại học tổ chức biên soạn hoặc lựa chọn, duyệt giáo trình giáo dục đại học để sử dụng làm tài liệu giảng dạy, học tập trong cơ sở giáo dục đại học trên cơ sở thẩm định của Hội đồng thẩm định giáo trình do hiệu trưởng cơ sở giáo dục đại học thành lập.", tuy nhiên "Bộ Giáo dục và Đào tạo tổ chức biên soạn giáo trình sử dụng chung các môn lý luận chính trị, quốc phòng - an ninh để làm tài liệu giảng dạy, học tập trong các cơ sở giáo dục đại học". Các lãnh đạo hàng đầu của Chính phủ Việt Nam bày tỏ sự ủng hộ tự chủ đại học và yêu cầu thúc đẩy nhanh hơn nữa tiến trình này. Tuy nhiên có ý kiến cho rằng các trường đại học Việt Nam chưa đủ năng lực và thiếu sự sẵn sàng cho việc tự chủ, các điều khoản trong Luật Giáo dục Đại học cho thấy quyền tự chủ của các trường đại học khó có thể trở thành hiện thực vì có quá nhiều điểm hoàn toàn trái với tinh thần tự chủ đại học hoặc mơ hồ đến độ không thể thực thi. Luật giáo dục đại học sửa đổi số 34/2018/QH14 được Quốc hội Việt Nam thông qua ngày 19/11/2018 định nghĩa "Quyền tự chủ là quyền của cơ sở giáo dục đại học được tự xác định mục tiêu và lựa chọn cách thức thực hiện mục tiêu; tự quyết định và có trách nhiệm giải trình về hoạt động chuyên môn, học thuật, tổ chức, nhân sự, tài chính, tài sản và hoạt động khác trên cơ sở quy định của pháp luật và năng lực của cơ sở giáo dục đại học.". Điều 32 của luật này quy định "Chính phủ quy định chi tiết về quyền tự chủ và trách nhiệm giải trình của cơ sở giáo dục đại học.".
Trên thực tế, hiện nay, tự chủ đại học Việt Nam là tự chủ có điều kiện vì các trường đều phải báo cáo và xin phê duyệt của cơ quan quản lý cấp trên. Các trường đại học công tại Việt Nam trên danh nghĩa được tự chủ nhưng phải phụ thuộc quá nhiều cơ quan quản lý như mở ngành đào tạo phải xin phép Bộ Giáo dục Đào tạo; tăng giảm học phí phải xin phép Bộ Tài chính; xây dựng hạ tầng, mua sắm thiết bị và các hoạt động khác cũng phải thông qua các cơ quan quản lý khác nhau với quá nhiều văn bản, thủ tục hành chính; thậm chí nâng lương cho các giáo sư thì cũng cần Bộ Nội vụ duyệt, mặc dù Bộ Nội vụ chẳng biết người đó là ai. Tự chủ đại học được quy định trong Luật Giáo dục Đại học Việt Nam cũng chỉ là tự chủ thủ tục trong đó trường đại học có thẩm quyền trong việc thực hiện các quyết định sẵn có nhưng không có quyền đưa ra quyết định của riêng mình, hoặc chỉ có quyền đưa ra các quyết định từng phần. Sự tự chủ này khác với các trường đại học phương Tây được tự chủ thực chất trong đó trường đại học có thẩm quyền đầy đủ để đưa ra các quyết định để vận hành nhà trường hướng tới mục tiêu, sứ mệnh, tầm nhìn và các giá trị cốt lõi đã được xác định. Nhà nước chưa ban hành quy định cụ thể nào về quyền của các trường đại học trong việc xác lập quyền tự chủ và tự chịu trách nhiệm của họ nhưng lại quy định các quyền tự chủ của đại học đều phải theo quy định nhà nước. Trong suốt tiến trình thực thi tự chủ đại học, chưa thấy Bộ Giáo dục có một văn bản nào hướng dẫn các đại học thực hiện các quyền tự chủ mà chỉ thấy các văn bản duy trì cơ chế tập quyền, hạn chế quyền tự chủ của các đại học và buộc các trường phải thực hiện đúng quy định hiện hành. Hội đồng trường là thiết chế vận hành một đại học tự chủ lại hữu danh vô thực, không có tiếng nói, không có quyền lực cũng như không có tài chính. Đến giữa năm 2018 có 2/3 trong tổng số các trường công lập chưa thành lập hội đồng trường.

#### Những vấn đề khác
- Các trường công lập đang gặp nhiều khó khăn do đang từng bước tự chủ tài chính. Hiện tại, chỉ có các trường tiểu học được Nhà nước trợ cấp đến 50% tổng học phí. Mặc dù tỷ lệ học sinh nhập học có thể cao nhưng chất lượng giáo dục tiểu học ở các vùng nghèo không đạt yêu cầu. Hơn nữa, tỷ lệ bỏ học sau lớp Năm cũng cao, đặc biệt là ở vùng nông thôn và miền núi, vì hầu hết học sinh đều nghèo đói, gia đình không đủ tiền để hỗ trợ các em đi học trung học hoặc đại học. Nghỉ học thường xuyên cũng khiến lực học và kết quả học tập giảm sút. Đánh giá Nghiên cứu mức độ nghèo (PPA) cho thấy nhiều hộ gia đình nghèo coi việc cho trẻ em đi lao động sớm để kiếm tiền sẽ có giá trị hơn so với việc đi học. Đối với họ, cơ hội và chi phí cho việc đưa con đến trường được xem là quá cao, và lợi ích lâu dài của giáo dục không thể so sánh với những thiệt hại kinh tế trong ngắn hạn.
- Hiện nay, ngành giáo dục đang gặp phải một vấn đề rất đáng lo ngại là sự xuống cấp trong chất lượng của đội ngũ giáo viên. Ngành sư phạm không được đầu tư và quan tâm đúng mức, đầu vào điểm chuẩn thấp[50][51][52][53], việc làm của các sinh viên ngành sư phạm sau khi ra trường không ổn định, mức lương và đãi ngộ còn thấp[54][55] trong khi áp lực công việc và cuộc sống lại quá cao[56], dẫn đến tình trạng giáo viên không thực sự chuyên tâm vào nghiên cứu giảng dạy. Rất nhiều giáo viên đã phải mở các lớp dạy thêm để kiếm thêm thu nhập[57][58], hoặc phải làm nghề tay trái khác.
- Tại Việt Nam đang có quá nhiều trường đào tạo về kinh tế, tài chính, kế toán, ngân hàng... nhưng rất ít trường về khoa học, công nghệ, kỹ thuật; quá nhiều trường đại học, cao đẳng kém chất lượng nhưng rất ít trường trung cấp kỹ thuật. Cơ sở vật chất đào tạo còn nhiều hạn chế, cùng với cơ cấu đào tạo hiện nay dẫn tới tình trạng thiếu rất nhiều công nhân lành nghề, cán bộ kỹ thuật trung cấp giỏi nhưng lại thừa nhiều kỹ sư, cán bộ quản lý năng lực kém. Ngày càng có nhiều người năng lực giỏi, chuyên môn tốt đi ra nước ngoài (đặc biệt các nước phát triển) tìm kiếm cơ hội nghề nghiệp nhằm phát huy hết khả năng của mình đang khiến tình trạng chảy máu chất xám tại Việt Nam có chiều hướng gia tăng đáng lo ngại, ảnh hưởng nặng nề đối với nền kinh tế đất nước. Do đó, nền giáo dục hiện nay không đủ sức đáp ứng nhu cầu nhân lực để phát triển nền công nghiệp Việt Nam.[27]

## Cải cách giáo dục
Nền giáo dục Việt Nam hiện tại đang kém chất lượng và không có hướng đi rõ ràng. Bộ Giáo dục và Đào tạo Việt Nam thừa nhận nền giáo dục Việt Nam tồn tại những yếu kém như chất lượng giáo dục và đào tạo còn thấp so với yêu cầu phát triển kinh tế xã hội; chương trình giáo dục còn coi nhẹ thực hành, ứng dụng kiến thức; phương pháp giáo dục, kiểm tra, thi cử và đánh giá lạc hậu, thiếu thực chất; thiếu gắn kết giữa đào tạo với nghiên cứu khoa học, sản xuất, kinh doanh và nhu cầu của thị trường lao động; chưa chú trọng đúng mức việc giáo dục đạo đức, lối sống và kĩ năng làm việc; hệ thống giáo dục thiếu tính liên thông giữa các trình độ đào tạo và các phương thức giáo dục, chưa phù hợp với yêu cầu phát triển đất nước và hội nhập quốc tế; quản lí giáo dục và đào tạo còn nhiều yếu kém, nhiều hiện tượng tiêu cực kéo dài trong giáo dục; chất lượng, số lượng và cơ cấu đội ngũ nhà giáo và cán bộ quản lí giáo dục còn nhiều hạn chế; một bộ phận chưa theo kịp yêu cầu đổi mới và phát triển giáo dục, thiếu tâm huyết, thậm chí vi phạm đạo đức nghề nghiệp; đầu tư cho giáo dục và đào tạo chưa hiệu quả; chính sách, cơ chế tài chính cho giáo dục và đào tạo chưa phù hợp; cơ sở vật chất kĩ thuật còn thiếu và lạc hậu, nhất là ở vùng sâu, vùng xa. Đây cũng là nhận định của Đảng Cộng sản Việt Nam về nền giáo dục Việt Nam.
Đảng Cộng sản Việt Nam cho rằng nguyên nhân của những yếu kém vừa kể do việc thể chế hóa các quan điểm, chủ trương của Đảng và Nhà nước về phát triển giáo dục và đào tạo còn chậm và lúng túng. Việc xây dựng, tổ chức thực hiện chiến lược, kế hoạch và chương trình phát triển giáo dục-đào tạo chưa đáp ứng yêu cầu của xã hội. Mục tiêu giáo dục toàn diện chưa được hiểu và thực hiện đúng. Bệnh hình thức, hư danh, chạy theo bằng cấp... chậm được khắc phục, có mặt nghiêm trọng hơn. Tư duy bao cấp còn nặng, làm hạn chế khả năng huy động các nguồn lực xã hội đầu tư cho giáo dục, đào tạo. Việc phân định giữa quản lý nhà nước với hoạt động quản trị trong các cơ sở giáo dục, đào tạo chưa rõ. Công tác quản lý chất lượng, thanh tra, kiểm tra, giám sát chưa được coi trọng đúng mức. Sự phối hợp giữa các cơ quan nhà nước, tổ chức xã hội và gia đình chưa chặt chẽ. Nguồn lực quốc gia và khả năng của phần đông gia đình đầu tư cho giáo dục và đào tạo còn thấp so với yêu cầu.
Bộ Giáo dục và Đào tạo Việt Nam cho rằng, đổi mới căn bản, toàn diện giáo dục và đào tạo là đổi mới những vấn đề lớn, cốt lõi, cấp thiết, từ quan điểm, tư tưởng chỉ đạo đến mục tiêu, nội dung, phương pháp, cơ chế, chính sách, điều kiện bảo đảm thực hiện; đổi mới từ sự lãnh đạo của Đảng, sự quản lí của Nhà nước đến hoạt động quản trị của các cơ sở giáo dục, đào tạo và việc tham gia của gia đình, cộng đồng, xã hội và bản thân người học; đổi mới ở tất cả các bậc học, ngành học. Đổi mới để tạo ra chuyển biến mạnh mẽ về chất lượng và hiệu quả giáo dục, đáp ứng ngày càng tốt hơn yêu cầu của xã hội, nhu cầu học tập của nhân dân. Đổi mới phải bảo đảm tính hệ thống, có tầm nhìn dài hạn, phù hợp với từng loại đối tượng và cấp học, các giải pháp đồng bộ, khả thi, có trọng tâm, trọng điểm, lộ trình, bước đi phù hợp. Đổi mới căn bản và toàn diện không có nghĩa là làm lại tất cả, từ đầu mà cần vừa kế thừa, củng cố, phát huy các thành tựu, phát triển những nhân tố mới, tiếp thu có chọn lọc những kinh nghiệm của thế giới, vừa kiên quyết chấn chỉnh những nhận thức, việc làm lệch lạc; đổi mới có trọng tâm, trọng điểm, có lộ trình phù hợp với thực tế đất nước, địa phương. Những hạn chế, thách thức của giáo dục phải được nhận thức sâu sắc, có giải pháp hữu hiệu và lộ trình khắc phục, vượt qua để đưa sự nghiệp giáo dục lên tầm cao mới.
Hoàng Tụy nhận xét về cải cách giáo dục ở Việt Nam "Giáo dục là một hệ thống phức tạp, theo nghĩa khoa học của từ này, cần phải được tiếp cận và vận hành như một hệ thống phức tạp mới có hy vọng tránh khỏi sai lầm, thất bại. Lãnh đạo, quản lý giáo dục mà thiếu tư duy hệ thống, thiếu một tầm nhìn chiến lược bao quát thì chỉ có sa vào sự vụ, nay thế này mai thế khác, “đổi mới” liên miên nhưng vụn vặt, chắp vá, không nhất quán, rốt cục tiêu tốn nhiều công sức tiền của mà kết quả chỉ làm rối thêm một hệ thống vốn đã què quặt, thiếu sinh khí, thường xuyên trục trặc. Trong một thế giới biến chuyển cực kỳ mau lẹ, chỉ chậm một vài năm đã có thể gây thiệt hại đáng kể, huống chi mấy thập kỷ liền hầu như giẫm chân tại chỗ và loay hoay với những vấn nạn nhức nhối kéo dài hết năm này qua năm khác. Không đâu cần bốn chữ cần kiệm liêm chính hơn lĩnh vực giáo dục. Cũng không đâu cần tư duy phê phán, cần tự do, sáng tạo hơn ở đây. Một nền học thuật đã thiếu vắng các đạo đức và đức tính cơ bản ấy tất nhiên sớm muộn cũng biến chất và lâm vào bế tắc. Khi ấy những điều chỉnh cục bộ theo kiểu đổi mới từng việc vụn vặt như vừa qua không những không có tác dụng mà còn làm kéo dài thêm tình trạng trì trệ. Lúc này lối ra duy nhất cho giáo dục là cải tạo cấu trúc, xây dựng lại từ gốc, thay đổi cả thiết kế hệ thống. Chỉ có như thế mới mong cứu giáo dục thoát ra khỏi khủng hoảng triền miên.".
Ngành giáo dục cần phải cơ cấu lại hệ thống các trường công lập, sắp xếp lại đội ngũ cán bộ quản lý, đội ngũ giáo viên; giảm biên chế thừa; cho nghỉ việc những người năng lực yếu kém,... Làm được việc này năng suất lao động sẽ tăng, lương nhà giáo sẽ tăng, cuộc sống nhà giáo sẽ ổn định bền vững. Một đề xuất được đưa ra đó là: "Nên bỏ “biên chế” như hiện nay đối với cán bộ quản lý giáo dục và giáo viên công lập. Tất cả đều thực hiện chế độ “Hợp đồng lao động” có thời hạn, nhằm bảo đảm cơ chế cạnh tranh, khắc phục tình trạng “không có vào, có ra” tâm lý “viên chức suốt đời” trong đội ngũ viên chức, tạo động lực để viên chức đã được tuyển dụng liên tục phấn đấu nâng cao trình độ, hoàn thành tốt chức trách, nhiệm vụ”.

## Đánh giá
Ông Vương Trí Nhàn nhận xét về nền giáo dục Việt Nam "Mươi năm gần đây, tình hình có chút đổi khác, nhưng là chỉ đổi khác trên bề mặt. Cựa quậy mấy thì nền giáo dục này cũng không khác được so với chính mình. Nó đã cạn kiệt năng lực tự cải hóa. Ngay cả những người trong bộ máy quyền lực cũng đều tính chuyện cho con em mình qua nhiều nước phương Tây, nhất là sang Mỹ để học. Nhưng họ chỉ lo được cho gia đình riêng của họ thôi. Ở trong nước, những bài bản của miền Bắc cũ được tân trang lại chút ít vẫn ngự trị trong toàn bộ nền giáo dục, và trong thâm tâm, nhiều người đã bắt đầu nghĩ rằng hình như có một bãi lầy đã được tạo ra và chúng ta không bao giờ thoát khỏi."
Ông Hoàng Tụy nhận xét về nền giáo dục Việt Nam "Đã sang thế kỷ 21 nhưng giáo dục của ta vẫn giữ nhiều quan niệm cổ hủ như thời phong kiến Nho giáo hay thời trung cổ ở Châu Âu, nặng tính giáo điều kinh kệ, vì nhằm mục tiêu thiển cận biến con người thành một phương tiện sử dụng vào các mục đích tôn giáo hay chính trị, hơn là hoàn thiện con người như một chủ thể tự do. Phương Tây đã có thể nhanh chóng bước lên giai đoạn phát triển văn minh công nghiệp hiện đại trong khi Phương Đông còn ngủ dài trong văn minh nông nghiệp chính là nhờ họ đã sớm thế tục hoá giáo dục. Thiết nghĩ một giải pháp tương tự cũng cần nghiên cứu cho nhà trường Việt Nam để bước vào kinh tế tri thức thời nay... kinh nghiệm hơn ba mươi năm qua đã cho thấy hầu hết mọi căn bệnh tàn phá giáo dục đều có nguồn gốc ít nhiều ở cái chính sách bỏ mặc rồi khuyến khích thầy giáo tự bươn chải để kiếm sống mà làm nghề, trong một môi trường đòi hỏi họ phải toàn tâm toàn ý mới làm tốt được nhiệm vụ. Vậy nên giải quyết cái u này là điều kiện tiên quyết mở đường cho giáo dục (và khoa học) thật sự trở thành quốc sách hàng đầu. Tuy nhiên cũng phải cắt u một cách an toàn vì nếu làm không minh bạch đường hoàng như hiện nay thì chỉ gây thêm hỗn loạn, cũng rất nguy hiểm."